# Бад-Вальдзе
Бад-Вальдзе (нем. Bad Waldsee) — город в Германии, в земле Баден-Вюртемберг. 
Подчинён административному округу Тюбинген. Входит в состав района Равенсбург.  Население составляет 19938 человек (на 31 декабря 2010 года). Занимает площадь 108,54 км². Официальный код  —  08 4 36 009.
Город разделен на 6 районов.

## География

### Расположение
Бад-Вальдзе расположен в районе Верхней Швабии (Обершвабии) к северу от леса Альтдорф в промежутке между 584 и 754 метров над уровнем моря. Исторический район города простирается на перешейке между двумя озерами. Восточное озеро, известное как Штадтзее (городское озеро), расположено на восточной стороне исторического района и имеет единственный приток - ручей Урбах, идущий к озеру с южной стороны. На западе от исторического района расположено меньшее по размеру озеро Шлоссзее, имеющее единственный приток - ручей Штайнах, идущий от Штадтзее. На северо-западе города, в районе Михельвиннаден также расположен исток реки Рис, являющейся одним из притоков Дуная.

### Штадтзее (Городское озеро)
Озеро Штадтзее, находящееся в пределах исторического центра города, является визитной карточкой Бад-Вальдзее. Оно располагается в самом сердце города, а его часть используется в качестве городского бассейна. Озеро образовалось около 16.000 лет назад после последнего Ледникового периода. Городской гребной клуб использует Штадзее в качестве своей тренировочной базы. Также оно предоставляется местному объединению рыбаков для частной рыбной ловли. Озеро находится в муниципальной собственности.

### Шлоссзее
Шлоссзее (дословно - Озеро у замка), также находится в центре города. Однако, не пользуется популярностью по причине слабо развитого доступа к его берегу. Озеро является частным и принадлежит княжескому дому Вальдбург-Вольфегг. 

## Промышленность
В Бад-Вальдзе располагается компания «Химер» (Hymer), производящая автодома одноимённой марки. 29 октября 2011 года основатель компании Эрвин Химер открыл музей, посвящённый домам на колёсах.

## Города-побратимы
- Франция Баже-ле-Шатель

## Фотографии

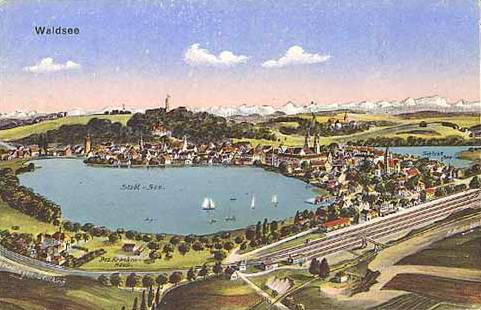
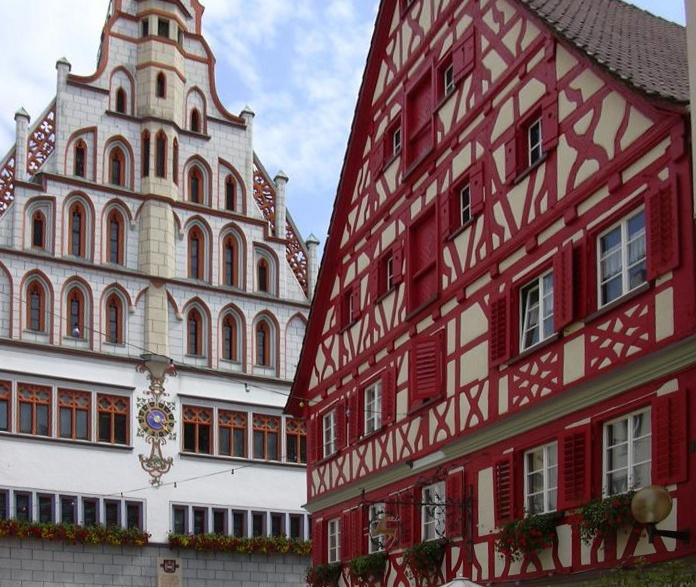
Ратуша
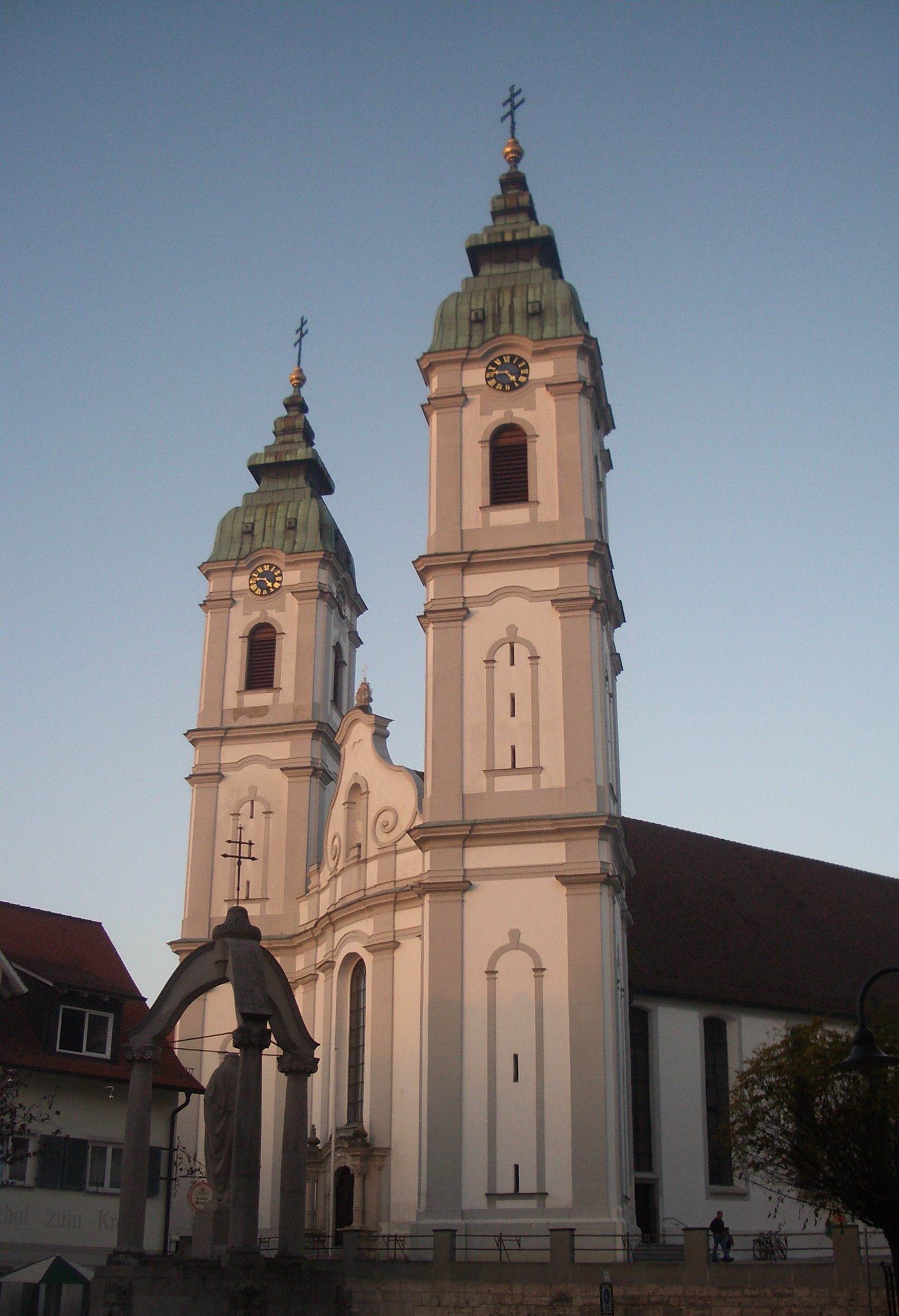
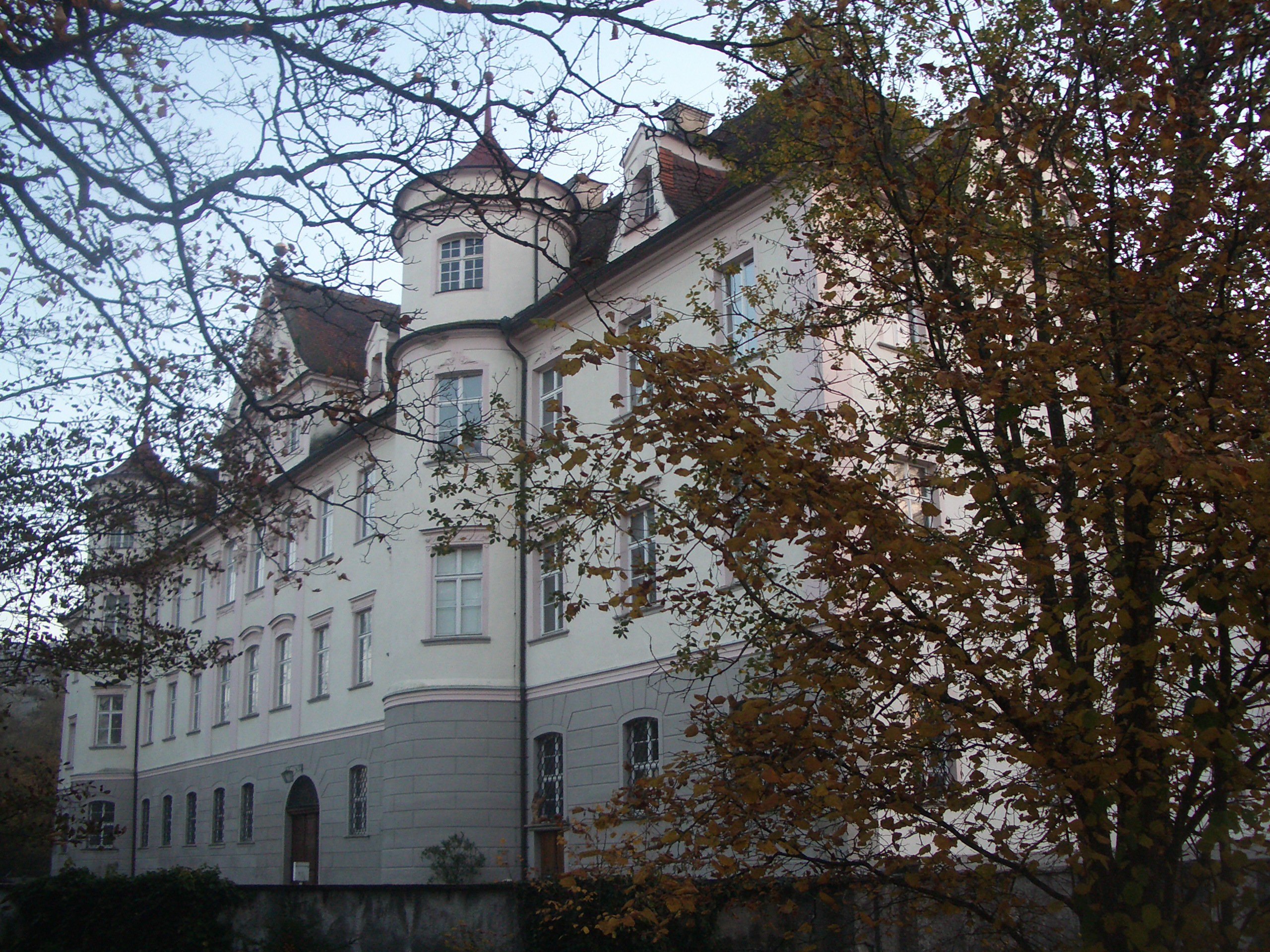
Замок
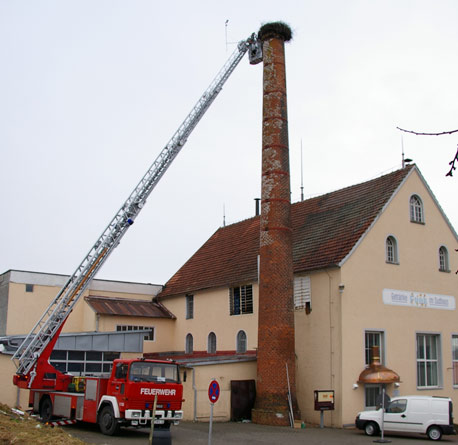
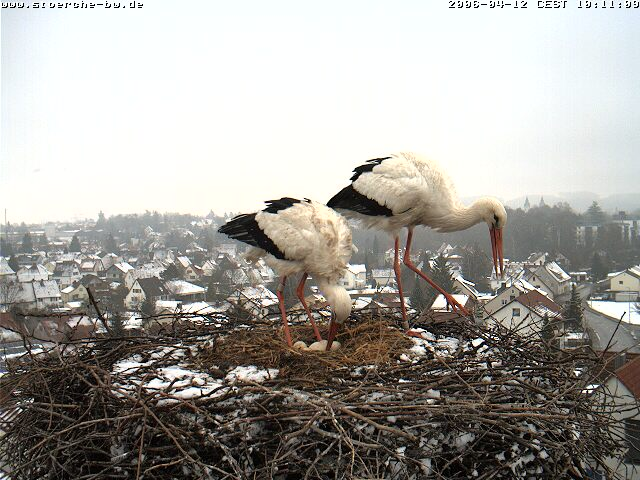